# Erin Pizzey

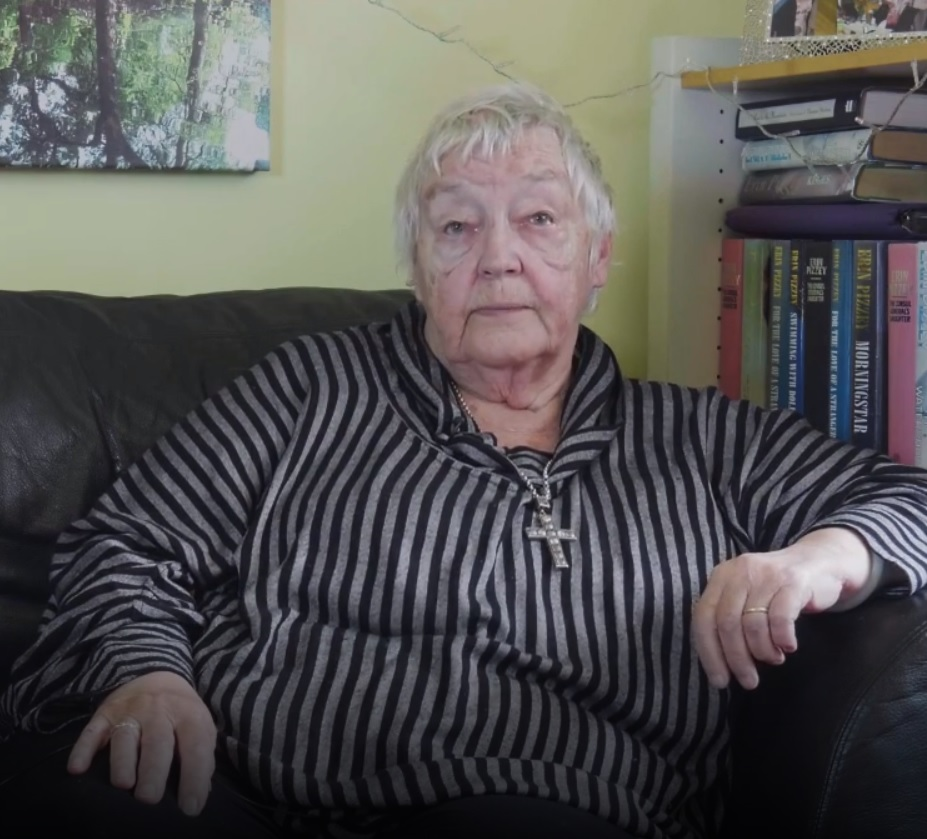
Erin Pizzey, 2016

Erin Patria Margaret Pizzey, geborene Carney, (* 19. Februar 1939 in Tsingtao, China) ist eine britische Autorin von Sachbüchern zu häuslicher Gewalt, Familien- und Frauenthemen sowie Romanautorin. Sie wurde 1971 als Gründerin des ersten Frauenhauses für geschlagene Frauen in Großbritannien international bekannt. Später vertrat sie zunehmend den Standpunkt, das Problem der Gewalt sei in beiden Geschlechtern angelegt.

## Leben und Arbeit

### Jugend und Familie
Erin Pizzey wuchs als Tochter eines britischen Diplomaten in China, Südafrika, Beirut, den USA und Iran auf, bis ihre Eltern sie und ihre Zwillingsschwester 1948 auf eine Klosterschule in Dorset schickten, um erneut als Angehörige des britischen Konsulats in Tianjin nach China zurückzukehren. Nachdem sie an dieser Schule trotz ihrer Rechtschreibschwäche einen Schulabschluss erhalten hatte, begann sie mit 16 Jahren an der Universität von Dakar Englisch und Französisch zu studieren, da ihr Vater dort damals britischer Generalkonsul war. Mit 18 machte sie dann für ein Jahr in Devon eine Sekretärinnenausbildung, bevor sie wieder zu ihren Eltern zog, die inzwischen in Macau stationiert waren. Nach eigenen Angaben trat sie dort für kurze Zeit in den Dienst des britischen Geheimdienstes MI6 ein. 1961 heiratete sie den Rundfunkmitarbeiter Jack Pizzey. Aus der Ehe gingen zwei Kinder hervor: Cleo und Amos. Cleo wurde noch als Teenager mit 15 und 17 Mutter (Keita und Amber). 1981 heiratete Pizzey in zweiter Ehe den 20 Jahre jüngeren Psychologen Jeffrey Scott Shapiro, der ihr angesichts ihrer Rechtschreibschwäche beim Schreiben ihrer Bücher half. Die Scheidung erfolgte 1992.

### Erste Frauenhäuser
Pizzey begann ihre Arbeit in einem Haus in Chiswick, einem Stadtteil von London, in dem sie zunächst Frauen beriet, die Opfer häuslicher Gewalt waren. Daraus entstand das erste Frauenhaus Großbritanniens das von der von ihr gegründeten Organisation Chiswick Women’s Aid betrieben wurde. Das Haus bot Frauen, die von ihren Partnern geschlagen und misshandelt worden waren und deren Kindern einen zeitweiligen Zufluchtsort (Battered Wives’ Refuge). Später eröffnete sie weitere Frauenhäuser, 1976 gab es bereits 90 in Großbritannien. Pizzeys Pioniertätigkeit und ihre entschlossene Öffentlichkeitsarbeit erhielten zunächst viel Zuspruch. 1975 stellte der Abgeordnete Jack Ashley, Baron Ashley of Stoke, im britischen Unterhaus fest:

„Die Arbeit von Mrs. Pizzey war erstklassige Pionierarbeit. Sie war diejenige, die dieses Problem als Erste beim Namen nannte, die als Erste den Ernst der Lage erkannte und die als Erste etwas tat, indem sie das Hilfszentrum in Chiswick errichtete. Infolgedessen hat nun die gesamte Nation die Bedeutung dieses Problems erkannt.“

Die von Pizzey gegründete Frauenhausbewegung und die Proteste der britischen Frauenbewegung führten zum ersten britischen Gesetz, das Opfern häuslicher Gewalt staatlichen Schutz zusicherte, dem Domestic Violence and Matrimonial Proceedings Act von 1976.
Ende der 1970er Jahre geriet Pizzey in Konflikt mit der britischen Frauenbewegung, weil sie sich gegen die These wandte, dass misshandelte Frauen nur als Opfer männlicher Gewalttäter zu sehen seien. Sie hatte anhand eines Fragebogens, den sie 1975 von 100 Frauen, die in ihrem Frauenhaus Zuflucht gefunden hatten, ausgefüllt bekam, feststellen können, dass ein großer Teil von ihnen selbst gewalttätig waren und dass Gewalterfahrungen in der Kindheit bei sowohl Männern als auch Frauen eine zentrale Rolle spielten. In ihrem Buch Prone to Violence (deutsch: Gewaltgeneigt) aus dem Jahr 1982 beschrieb Pizzey ihre eigene Geschichte und stellte die These auf, dass viele der Frauen, die im Frauenhaus Zuflucht suchten, aufgrund ihrer Persönlichkeit „missbrauchende“ Beziehungen eingingen. Das Buch beschrieb zahlreiche Beispiele gestörter Familien und diskutierte Gründe, warum die modernen staatlichen Betreuungseinrichtungen weitgehend ineffektiv seien.

„Von den ersten hundert Frauen, die durch unsere Türen kamen, waren 62 genauso gewalttätig wie die Männer, die sie hinter sich gelassen hatten. Ich musste der Tatsache ins Auge sehen, dass den Männern immer die Schuld an Gewalt in einer Familie gegeben werden würde, dass man falsche Beschuldigungen gegen sie erheben würde und dass man immer allein den Frauen glaubte.“

Der Psychotherapeut Jochen Peichl kritisierte allerdings, bei Pizzeys Beschreibungen handle es sich um Einzelfälle von Frauen mit schwerer Kindheitstraumatisierung, die nicht generalisiert werden könnten.
Pizzey erklärte, das Problem der Gewalt sei in beiden Geschlechtern angelegt, und dass Männer, die im Übrigen zu lange von der Frauenbewegung dämonisiert worden seien, auch Opfer gewalttätiger Frauen sein könnten. Damit zog sie sich den Zorn vieler radikaler Feministinnen zu, erhielt nach eigenen Angaben sogar Todesdrohungen und wanderte von London in die USA aus.

### Zeitweiliger Rückzug aus der Frauenhausbewegung
Sie ließ sich in Santa Fe, New Mexico nieder, später übersiedelte sie auf die Karibikinsel Cayman Brac und danach nach Siena in der Toskana. Sie veröffentlichte in den 1980er und 1990er Jahren weitere Bücher zum Thema häuslicher Gewalt, ein Kochbuch sowie 10 erotische Romane (s. u.: Veröffentlichungen). Anfang März 1997 kehrte sie  völlig verarmt und mit 50 000 Pfund Schulden nach Großbritannien zurück und zog in eine Sozialwohnung im Londoner Stadtteil Twickenham.
Pizzey unterstützt bis in die Gegenwart aktiv Opfer häuslicher Gewalt und ist Schirmherrin der Organisation „Mankind Initiative“, die männliche Betroffene berät. Sie unterstützt nach ihrer Rückkehr nach Großbritannien aber auch weiterhin erfolgreich die Einrichtung bzw. Erhaltung von Frauenhäusern.
Die von ihr gegründete Frauenhausorganisation Chiswick Women’s Aid (seit 31. März 1979 Chiswick Family Rescue) wurde nach ihrem Weggang am 5. März 1993 in „Refuge“ umbenannt, und obwohl die Organisation ihre Geschichte auf das erste britische Frauenhaus in Chiswick zurückführt, fand sich Pizzeys Name jahrelang nirgends in dem umfangreichen Internet-Auftritt von „Refuge“. Erst am 20. November 2020 erwähnt Sandra Horley, die langjährigen Leiterin der Organisation in einer Pressemitteilung zu ihrem Ruhestand nach 37 Jahren wieder Pizzey als Gründerin des Chiswicker Frauenhauses.

### Tod des Enkels im Gefängnis
Am 1. Februar 2000 beging ihr 22-jähriger Enkel Keita Craig im Wandsworth Prison in London Selbstmord durch Erhängen. Als eine erste Klage gegen das Gefängnis wegen fahrlässiger Vernachlässigung seiner Sorgfaltspflicht gegenüber dem an Schizophrenie erkrankten Craig zu dem Ergebnis kam, dass Craig sich in einer Situation, in der seine mentale Gesundheit gestört war, umgebracht habe, erreichte Pizzey zusammen mit ihrer Tochter Cleo Scott, dass Craigs Tod erneut untersucht wurde. Am 10. Oktober erfolgte daraufhin das Urteil durch den Westminster Coroner’s Court, in dem festgestellt wurde, dass die Vernachlässigung der Aufsichtspflicht gegenüber dem erkrankten Opfer - auf dessen Gefährdung das Gefängnispersonal mehrfach von der Familie hingewiesen worden war -  zum Selbstmord beigetragen habe. Es war der erste derartige Fall, in dem Angehörige eine offizielle Verurteilung der Gefängnisbehörde erreichten.

### Verleumdungsklage
Pizzey verklagte 2009 erfolgreich den Verlag „Macmillan Publishers“ wegen Verleumdung in dem Buch A History of Modern Britain von Andrew Marr. In dem Buch war fälschlich behauptet worden, sie sei Mitglied der linken Terrorgruppe Angry Brigade gewesen, die in den 1970ern Bombenattentate verübt hatte. Der Verlag rief die entsprechende Auflage des Buches zurück und veröffentlichte eine berichtigte Version. Zuvor hatte Pizzey in einem Gespräch mit der Zeitung The Guardian erklärt, sie habe diese Bewegung wegen grundsätzlicher Differenzen verlassen:

“I said that if you go on with this – they were discussing bombing Biba the legendary department store in Kensington – I’m going to call the police in, because I really don’t believe in this.”

„Ich sagte, wenn Ihr das weiter plant – man diskutierte einen Bombenanschlag auf Biba, das legendäre Kaufhaus in Kensington – werde ich die Polizei rufen, denn ich glaube wirklich nicht an das hier.“

## Veröffentlichungen

### Sachbücher
- Scream Quietly or the Neighbours Will Hear, Penguin Books Ltd 1974, ISBN 978-0-14-052311-9.
  - Schrei leise, sonst hören dich die Nachbarn. Misshandlungen in der Familie, Fischer TB, Frankfurt 1989, ISBN 3-596-23404-2. (Erste Auflage 1976)
- Infernal Child, Futura Publications 1980, ISBN 978-0-7088-1735-3.
- Sluts’ Cookbook, Futura Publications 1982, ISBN 978-0-7088-2214-2.
- Erin Pizzey Collects, Hamlyn 1983, ISBN 978-0-600-20686-6.
- Prone to violence (Gesamttext abrufbar), Hamlyn 1982, ISBN 978-0-600-20551-7.
- Wild Child: An Autobiography, Eigenverlag 1995, ISBN 978-88-900096-0-0.
- The Emotional Terrorist and The Violence-prone (Auszug abrufbar), Commoners’ Publishing, Ottawa 1998, ISBN 0-88970-103-2.
- Men or Women: Who are the Victims? (mit J.R. Shackleton und Peter Urwin) (Gesamttext abrufbar) (PDF; 128 kB), Civitas:Institute for the Study of Civil Society, London, 2000, ISBN 978-1-903386-09-5.

### Fiktionale Werke
- The Watershed, H.Hamilton 1983, ISBN 978-0-241-11136-9.
- In the Shadow of the Castle, Corgi 1985, ISBN 978-0-552-12689-2.
- First Lady, Collins 1987, ISBN 978-0-00-223134-3.
- Counsul General’s Daughter, Fontana 1989, ISBN 978-0-00-617642-8.
- The Snow Leopard of Shanghai, Fontana 1990, ISBN 978-0-00-617707-4.
- Other Lovers, Fontana 1991, ISBN 978-0-00-617882-8.
- Swimming with Dolphins, HarperCollins 1995, ISBN 978-0-06-100558-9.
- For the Love of a Stranger, HarperCollins 1994, ISBN 978-0-00-223946-2.
- Kisses, HarperCollins 1996, ISBN 978-0-00-647719-8.
- The Wicked World of Women, HarperCollins 1996, ISBN 978-0-00-225244-7.